# Mundo del Río
Mundo del Río es el nombre del planeta ficticio en el que se desarrolla una serie de libros de ciencia ficción del escritor Philip José Farmer.

## Obras
La serie está integrada por cinco novelas, más un libro de cuentos. De las cinco novelas, cuatro de ellas forman parte de la tetralogía original, mientras que la quinta es un añadido posterior:
- A vuestros cuerpos dispersos (1971), que obtuvo el premio Hugo en 1972.
- El fabuloso barco fluvial (1971).
- El oscuro designio (1977).
- El laberinto mágico (1980).
- Dioses del Mundo del Río (1983).
- El Mundo del Río y otras historias (1979).
- River of Eternity (1983).

## Historia
La historia se ambienta en el Mundo del Río, un planeta remodelado por unos enigmáticos seres (llamados los Éticos) hasta adoptar la forma de un gigantesco río rodeado de escarpadas montañas imposibles de escalar. En sus orillas, los misteriosos Éticos resucitan a los 36.000 millones de seres humanos que han vivido sobre la Tierra desde la Prehistoria hasta el siglo XX, con un fin que los humanos no alcanzan a comprender. En el desarrollo de la trama se hace una distinción de las nacionalidades históricas (por ejemplo los conquistadores españoles) basada en los tópicos contemporáneos de la cultura anglosajona sobre el resto de culturas. Un Ético renegado recluta a un grupo de agentes, revelándoles que el precioso don de la resurrección en realidad es parte de un inhumano experimento sociológico alienígena, y que si los humanos no consiguen alcanzar la Torre de las Nieblas, la base de los Éticos, entonces se verán sometidos a una segunda muerte, esta vez definitiva. De esta manera, un variopinto grupo de personajes (Richard Francis Burton, Alice Liddell, Mark Twain, Jack London, Cyrano de Bergerac, el extraterrestre Monat, los cavernícolas Kazz y Joe Miller, la tocariana Loghu, etcétera) emprenden la lucha por doblarles la mano a los todopoderosos Éticos, y alcanzar el control de la fabulosa supercomputadora que controla las resurrecciones.